# Kanton Houdan
Kanton Houdan is een voormalig kanton van het Franse departement Yvelines. Het kanton maakte deel uit van het arrondissement Mantes-la-Jolie. Het werd opgeheven bij decreet van 21 februari 2014 met uitwerking op 22 maart 2015.

## Gemeenten
Het kanton Houdan omvatte de volgende gemeenten:
- Adainville
- Bazainville
- Boissets
- Bourdonné
- Civry-la-Forêt
- Condé-sur-Vesgre
- Courgent
- Dammartin-en-Serve
- Dannemarie
- Flins-Neuve-Église
- Gambais
- Grandchamp
- Gressey
- La Hauteville
- Houdan (hoofdplaats)
- Longnes
- Maulette
- Mondreville
- Montchauvet
- Mulcent
- Orgerus
- Orvilliers
- Osmoy
- Prunay-le-Temple
- Richebourg
- Saint-Martin-des-Champs
- Septeuil
- Tacoignières
- Le Tartre-Gaudran
- Tilly